# Tina Heferle
Tina Heferle, slovenska pravnica in političarka, * 28. maj 1986, Kranj.
Je nekdanja poslanka in podpredsednica Državnega zbora Republike Slovenije.
Trenutno je državna sekretarka na ministrstvu za notranje zadeve.

## Življenjepis
Prihaja iz Domžal, trenutno pa živi v Mengšu. Obiskovala je Osnovno šolo Domžale, ki jo je zaključila leta 2001. Šolanje je nadaljevala na gimnaziji Šolskega centra Rudolfa Maistra v Kamniku in Pravni fakulteti Univerze v Ljubljani. Študij prava je na Pravni fakulteti v Ljubljani z odliko (cum laude) dokončala leta 2011. Kot pripravnica je začela delati v pravni službi Občine Moravče, kjer se je po končanem pripravništvu tudi redno zaposlila. Leta 2015 je začela delati v pravni službi Uprave RS za varno hrano, veterinarstvo in varstvo rastlin. Decembra leta 2016 je uspešno opravila pravniški državni izpit in postala odvetniška kandidatka v odvetniški pisarni v Radovljici. Po uspešno opravljenem odvetniškem izpitu je opravljala poklic odvetnice v odvetniški družbi. 

### Politika
Na državnozborskih volitvah 2018 je bila 3. junija na listi politične stranke Lista Marjana Šarca izvoljena za poslanko v državnem zboru. Ob tem je postala tudi podpredsednica Državnega zbora Republike Slovenije. Za stranko je kandidirala tudi na državnozborskih volitvah leta 2022, a stranki ni uspel preboj v državni zbor. Tina Heferle je izrazila razočaranje nad "katastrofalnim porazom" in na portalu Facebook zapisala: "Roko na srce - tudi ce bi prestopili parlamentarni prag za minimalni delež procenta, bi bil to še vedno poraz in neuspeh, zaradi katerega bi morali Nekateri (neformalni nosilci in odločevalci) prevzeti odgovornost in rečti: mea culpa."